# Darvault
Darvault település Franciaországban, Seine-et-Marne megyében. Lakosainak száma 946 fő (2022. január 1.). Darvault Nemours, Nonville, Poligny, Saint-Pierre-lès-Nemours, Treuzy-Levelay és Moncourt-Fromonville községekkel határos.

## Népesség
A település népességének változása:
| Lakosok száma | 836  | 844  | 877  | 875  | 890  | 896  | 903  | 907  | 946  |
|               | 2013 | 2015 | 2016 | 2017 | 2018 | 2019 | 2020 | 2021 | 2022 |